# Тамайорі хіме но мікото
Тамайо́рі хіме́ но міко́то або Тамайо́рі біме́ но міко́то (яп. 玉依毘売命, 玉依姫尊, たまよりひめのみこと, «Княжна-господарка, в якій мешкає дух»; ? — ?) — синтоїстька богиня, матір першого японського Імператора Дзімму. Донька бога моря Ватацумі, молодша сестра Тойотами. Дружина Уґаяфукі-аедзу, який був її небожем. Вперше згадується в хроніках 8 століття: «Записах про справи старовини» і «Анналах Японії». Ймовірно, праоброзом, богині була шаманка або жриця. 